# Вівсянка чорновуса
Вівсянка чорновуса (Emberiza cioides) — вид горобцеподібних птахів родини вівсянкових (Emberizidae).

## Поширення
Вид поширений у Східній Азії від Киргизстану і Східного Казахстану до Японії та Сахаліну. Мешкає в сухих відкритих місцях проживання, таких як чагарникові зарості, сільськогосподарські угіддя, луки та відкриті ліси.

## Опис
Дрібний птах, завдовжки 15-16 см. Самець переважно рудувато-коричневий з темними смугами на спині. Голова коричнева з білими бровами, вусами та горлом, чорною маскою та сірими боками до шиї. Зовнішні хвостові пір'я білі, а ноги рожево-бурі.

## Спосіб життя
Гніздо будує низько в кущах або на землі. Відкладає три-п'ять яєць, які висиджує протягом 11 днів. Молоді птахи залишають гніздо через 11 днів. Пари моногамні і використовують одну і ту ж місцевість для розведення кілька років поспіль.